# Orthosoma brunneum
Orthosoma brunneum is een keversoort uit de familie boktorren (Cerambycidae). De wetenschappelijke naam van de soort is voor het eerst geldig gepubliceerd in 1771 door Johann Reinhold Forster.